# Alvilde Torp
Alvilde Torp (4. září 1863, Hafslo – 19. března 1939) byla norská fotografka působící v Lillehammeru.

## Životopis
Kolem roku 1890, případně kolem roku 1885, se etablovala jako fotografka v Lillehammeru a patřila mezi první fotografky ve městě. Torp relativně brzy zanechala každodenní provoz studia relativně brzy a předala ho dalším dvěma fotografkám, Margit Stendahlové a Karen Bjerkeové. Ateliér byl uzavřen v roce 1934.
Staré skleněné desky získal do vlastnictví Ferry Karl Zemann, ale byly zničeny.

## Galerie

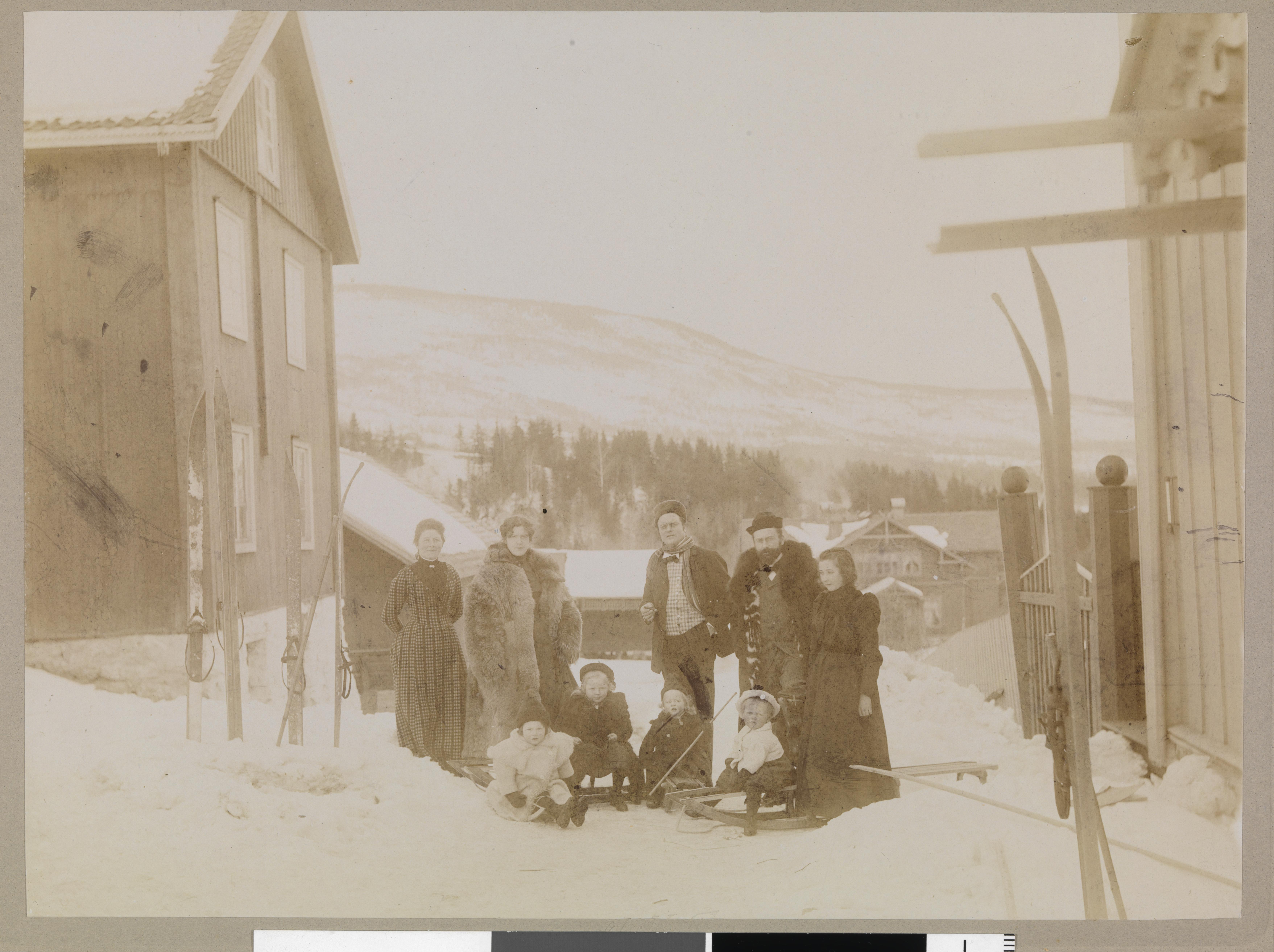
Albert Langen, Erling Bjørnson a Dagny Sautreau ski na aulestad, asi 1899
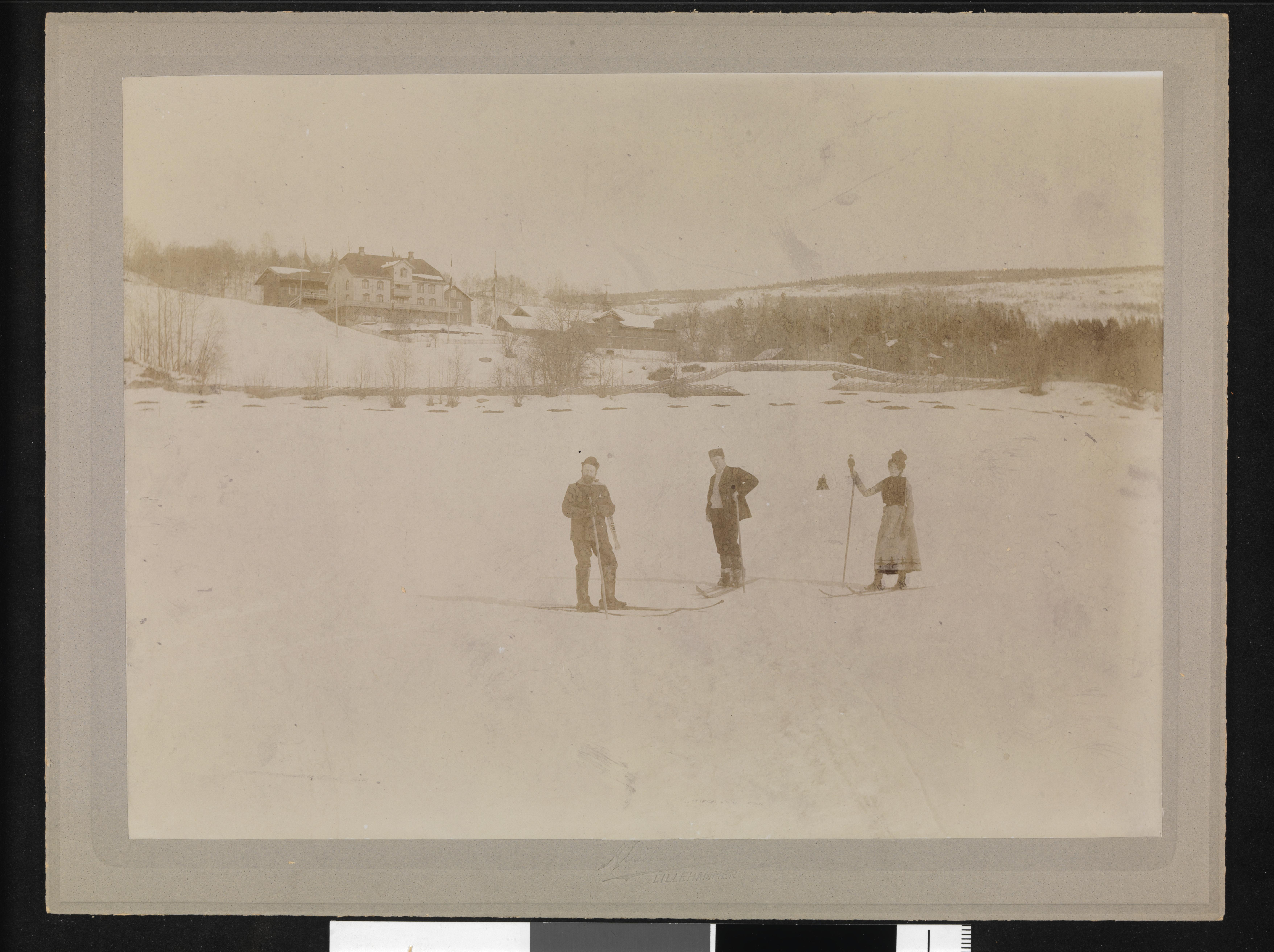
Albert Langen, Erling Bjørnson a Dagny Sautreau ski na aulestad, asi 1899
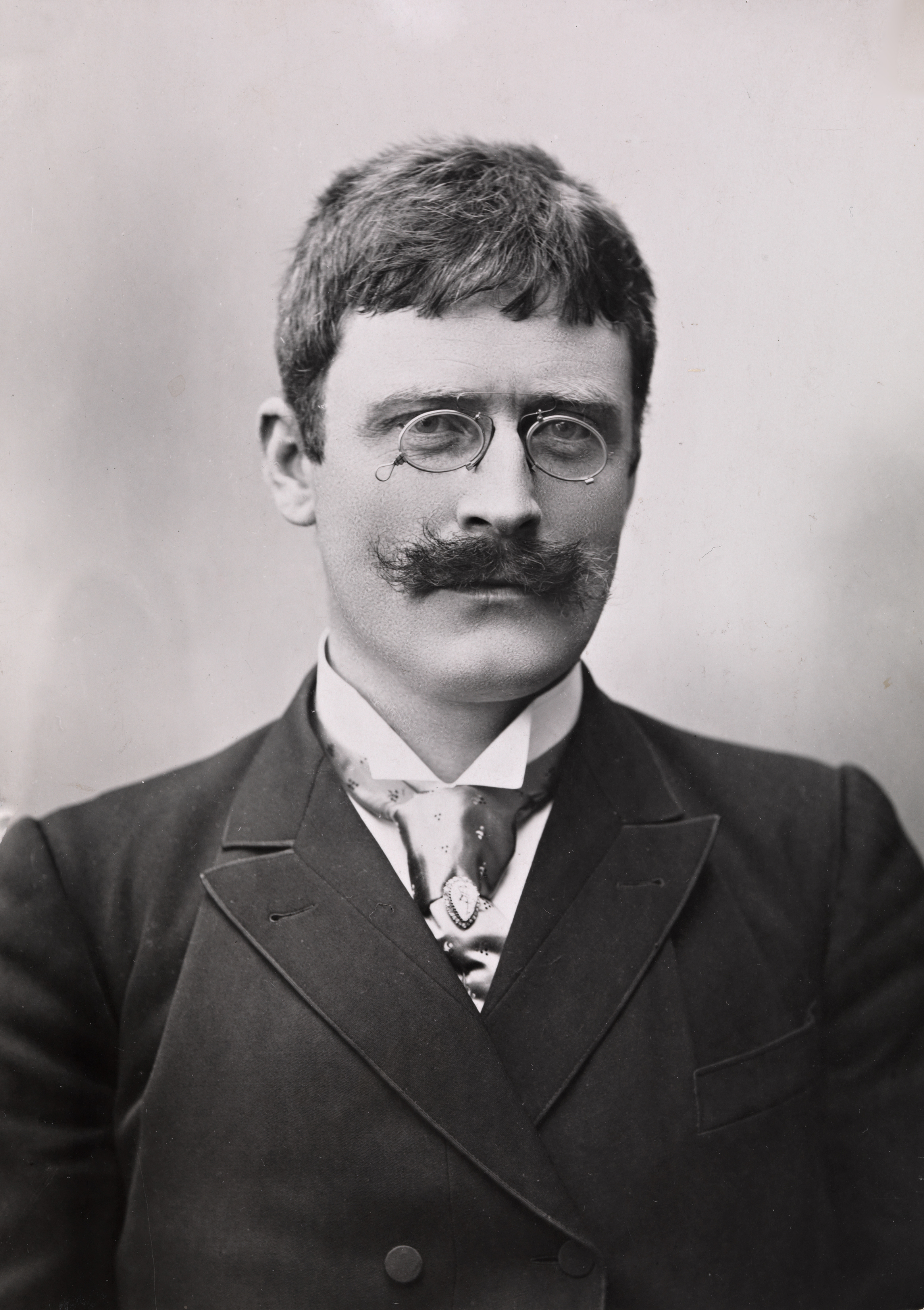
Hamsun bldsa
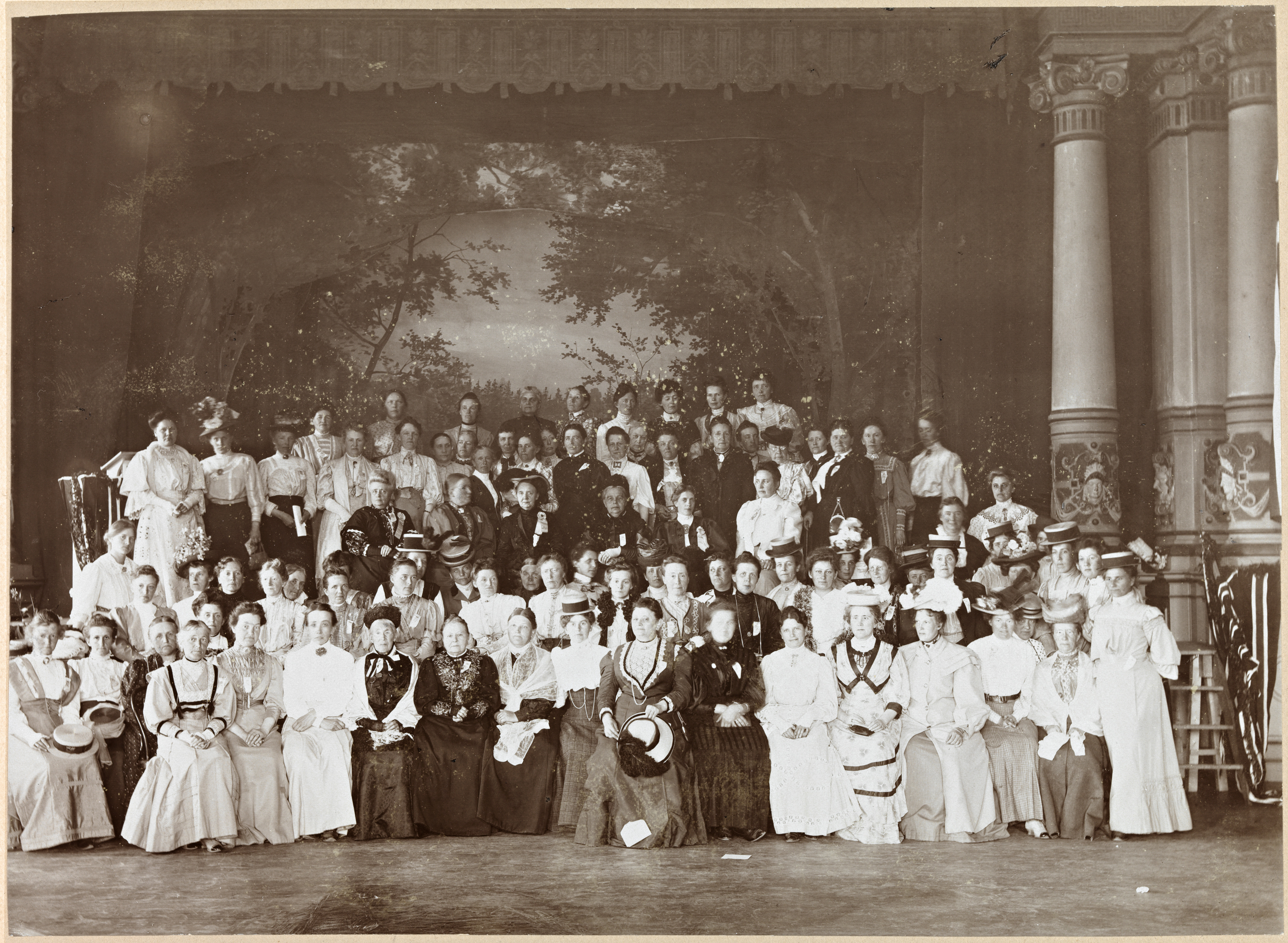
Setkání národní asociace pro hlasovací práva žen v Lillehammeru
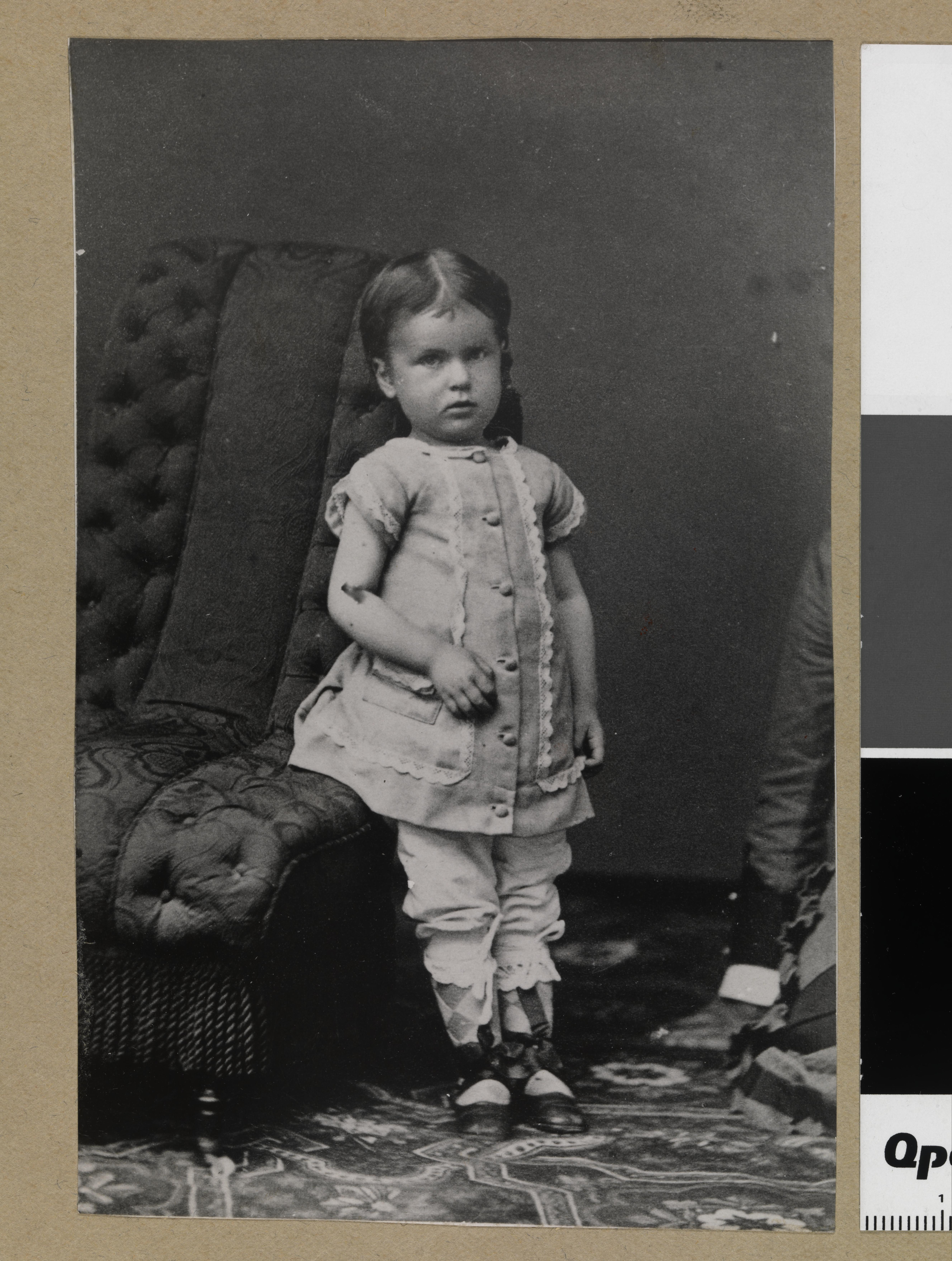
Portrét Dagny Sautreau, 1880
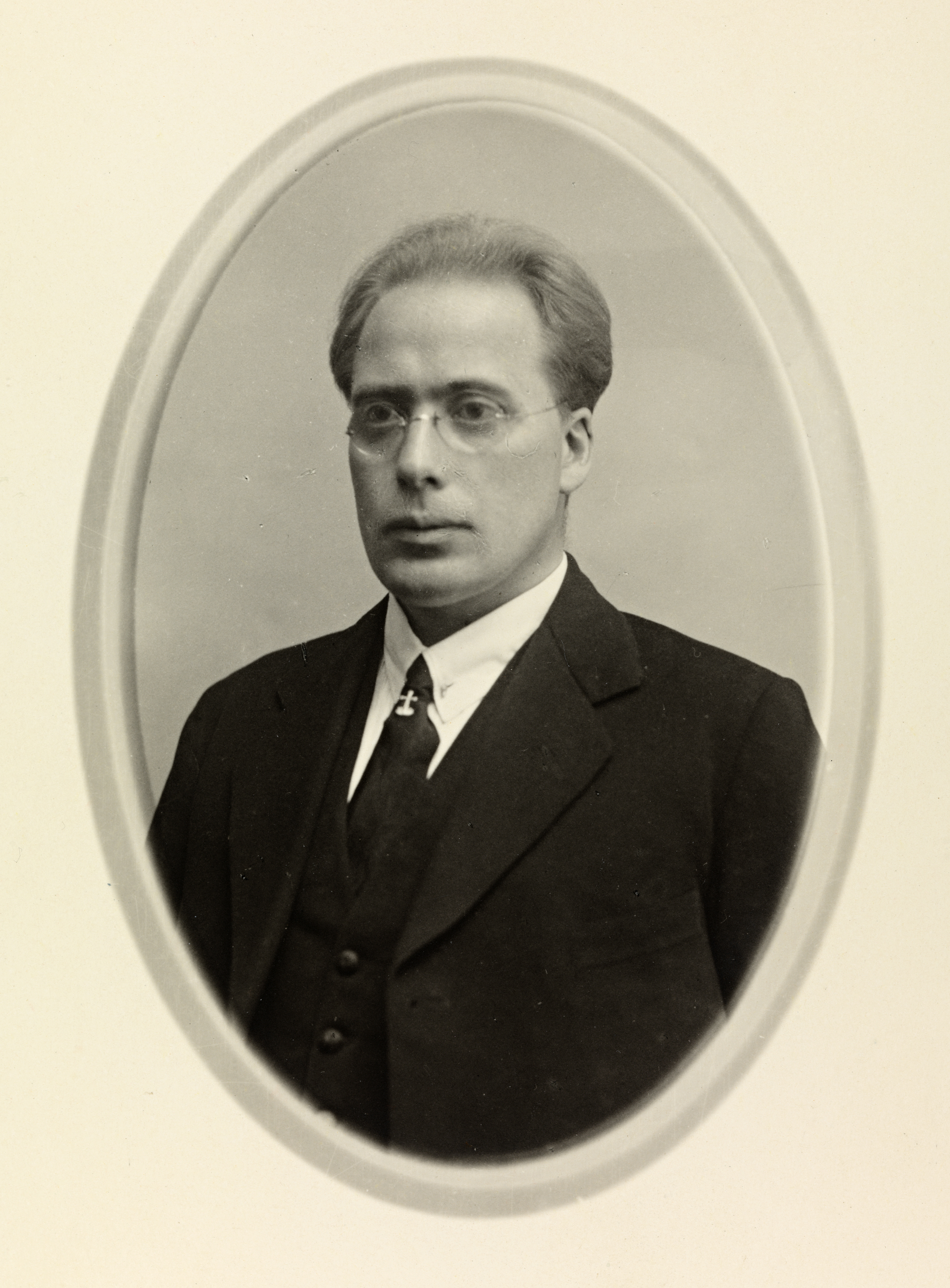
Portrét Inge Krokann, 1929
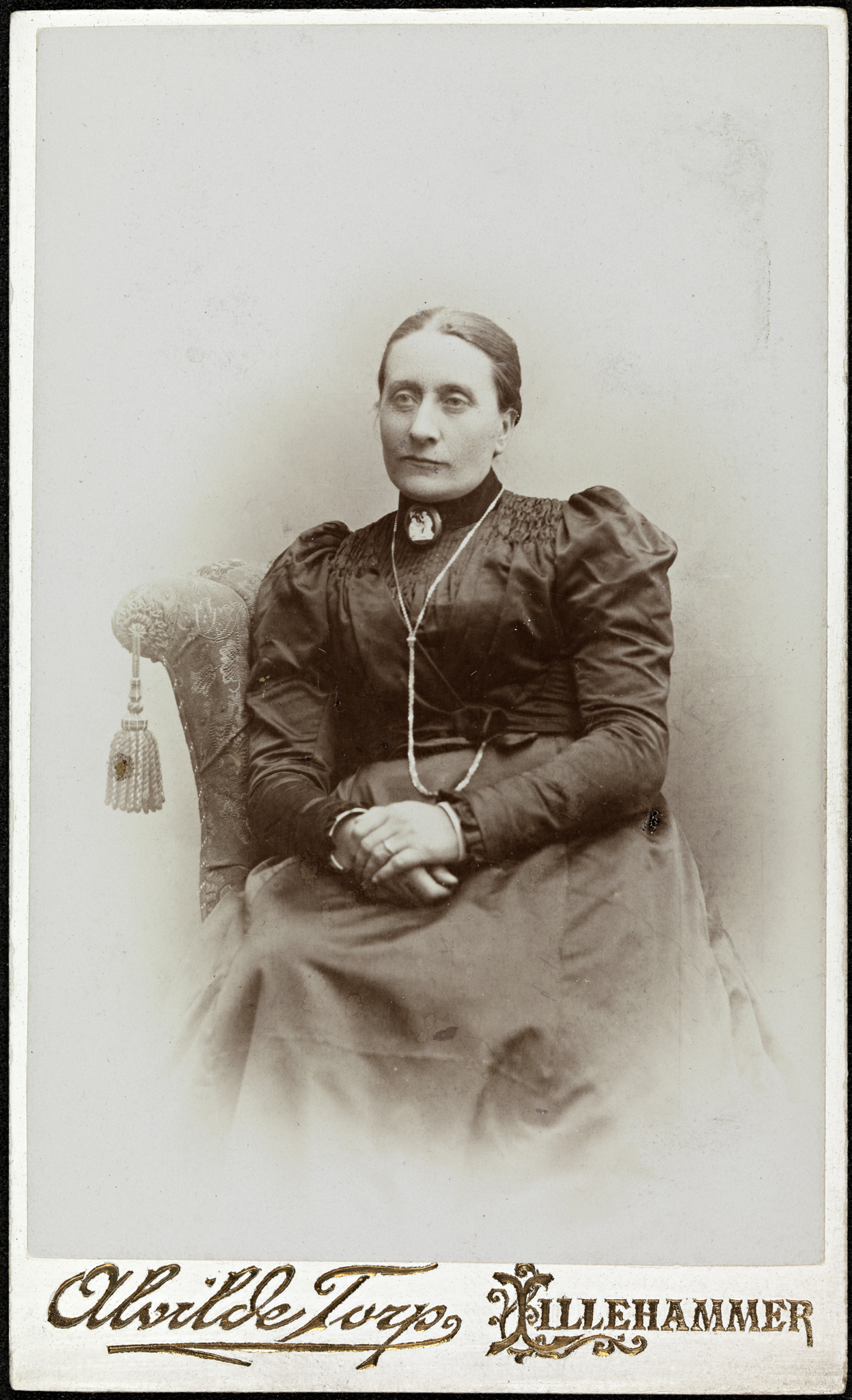
Portrét Marith Tande
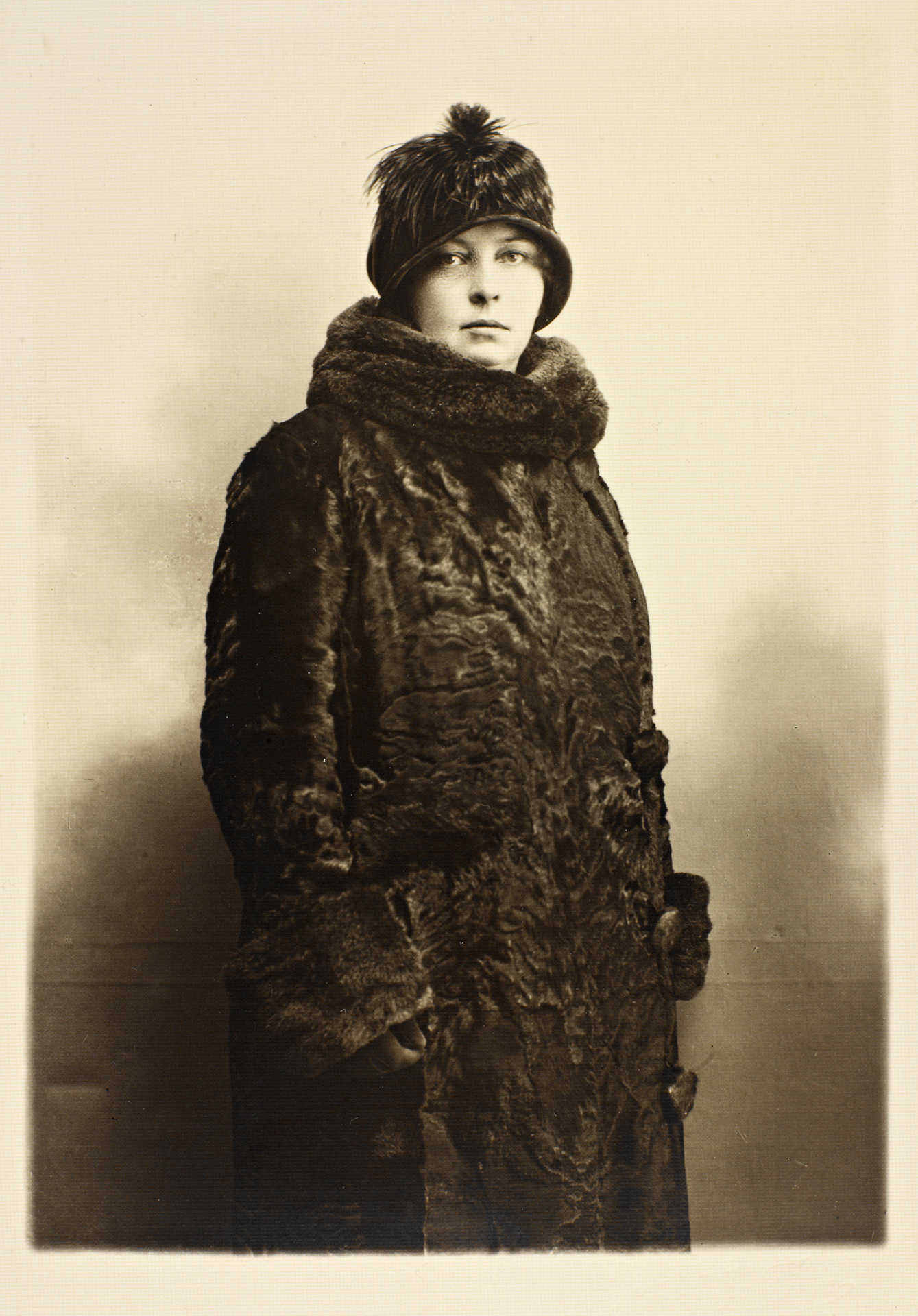
Portrét Sigrid Undset, 1928
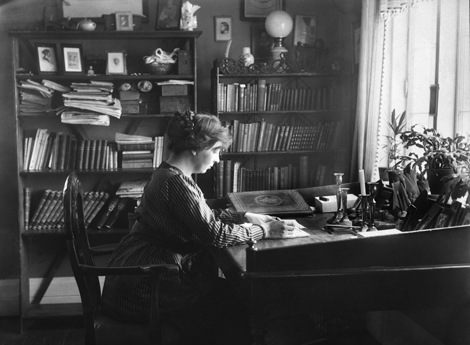
Sigrid Undset na Bjerkebæk